# Erich Zerahn
Erich Zerahn (* 25. Mai 1885 in Rastenburg; † 27. März 1952 zwischen Celle und Hannover) war ein deutscher Verwaltungsjurist und Politiker (NSDAP).

## Leben
Zerahn legte 1904 das Abitur am Gymnasium in Königsberg ab und studierte 1904 bis 1908 Rechtswissenschaften in Königsberg und Heidelberg. Am 19. Juni 1908 legte er die erste, am 6. Mai 1913 die zweite Staatsprüfung ab. 1913 wurde er Gerichtsassessor. Am 15. Mai 1916 wurde er zur Einkommensteuer-Veranlagungskommission Bochum versetzt und wurde am 15. Mai 1917 Regierungsassessor. Vom 1. April 1919 bis zum 31. März 1920 war er Leiter des preußischen Staatssteueramtes Gumbinnen, wo er 1920 Regierungsrat wurde. Vom 1. April 1920 bis zum 15. März 1931 war er Vorstand des Finanzamtes Insterburg und wurde am 1. Juli 1925 zum Oberregierungsrat befördert. Zwischen dem 16. März 1931 und dem 31. Dezember 1933 war er Vorstand des Finanzamtes Elbing und dann bis zum 31. März 1938 Landesfinanzamtsdirektor beim Landesfinanzamt Königsberg. Vom 1. April 1938 bis zum 31. März 1943 war er Oberfinanzpräsident in Nürnberg und dann bis 1945 Oberfinanzpräsident Ostpreußen in Königsberg.
Am 27. März 1952 starb er bei einem Sturz aus der Eisenbahn zwischen Celle und Hannover.

## Politik
Zerahn gehörte der NSDAP an und war 1933 kurzzeitig Mitglied im Provinziallandtag der Provinz Ostpreußen und im Preußischen Staatsrat.